# Sibylla van Kleef

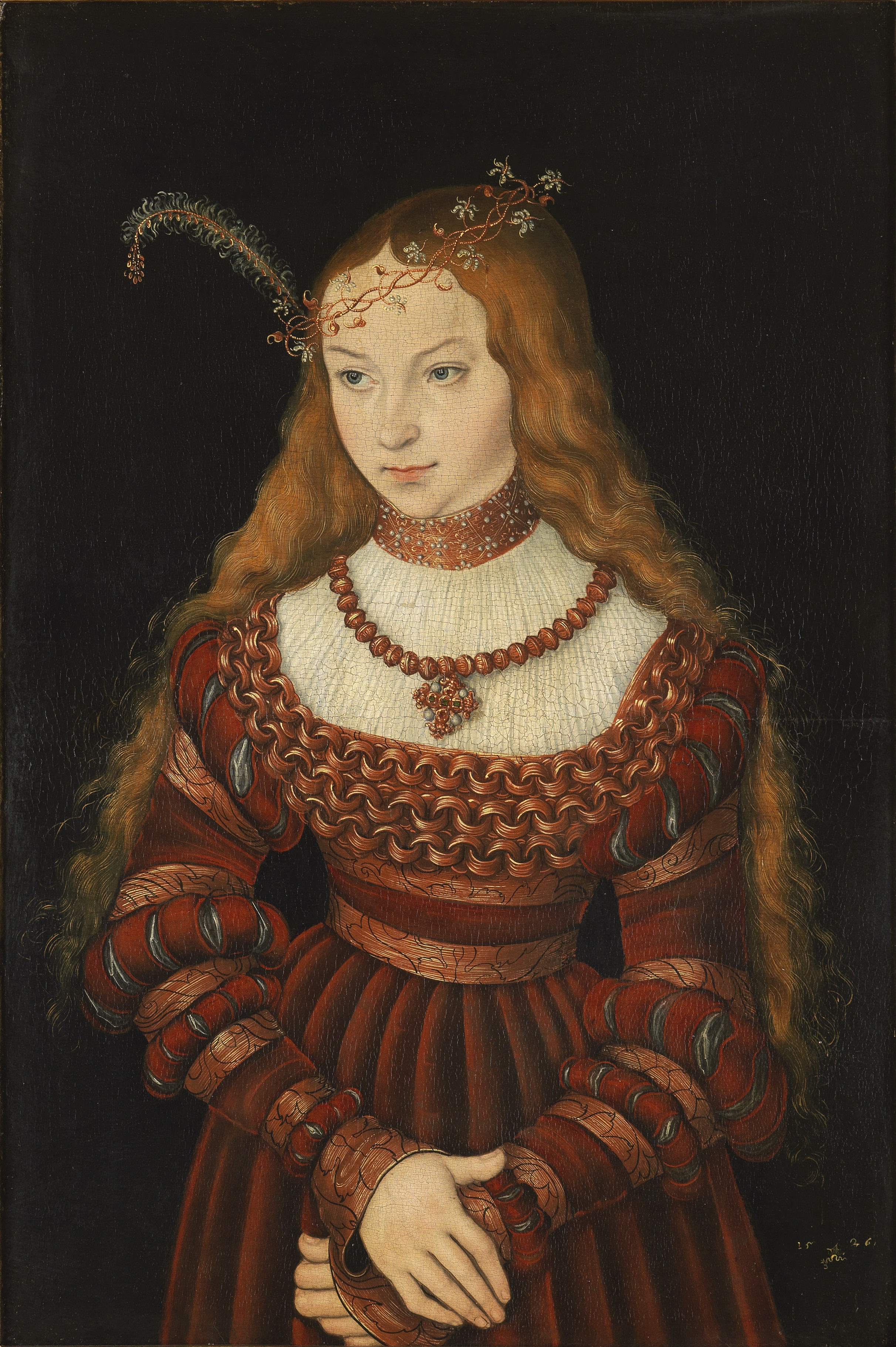
Portret van Sibylla van Kleef in 1526, door Lucas Cranach de Oude.

Sibylla van Kleef (Düsseldorf, 17 juli 1512 – Weimar, 21 februari 1554) was de oudste dochter van hertog Johan III van Kleef, Gulik en Berg. Door haar huwelijk met Johan Frederik I de Grootmoedige werd Sibylla keurvorstin van Saksen en hertogin van Saksen, na 1547 alleen nog hertogin van Saksen. Zij was een zuster van Anna van Kleef, de vierde vrouw van koning Hendrik VIII van Engeland.